# Список проектов и построек Фёдора Шехтеля
В этом перечне приводятся архитектурные работы (проекты и постройки) российского архитектора Фёдора Осиповича Шехтеля (1859—1926). В нём не отражены работы архитектора, относящиеся к другим областям творческой деятельности (изобразительному искусству, сценографии и другим). По состоянию на 2014 год известно более 210 архитектурных работ зодчего, большинство из которых были разработаны и осуществлены в Москве и Подмосковье. Сохранилось около 86 сооружений, возведённых по проектам Шехтеля. Большинство из них являются объектами культурного наследия и находятся под охраной государства.

## Критерии формирования списка

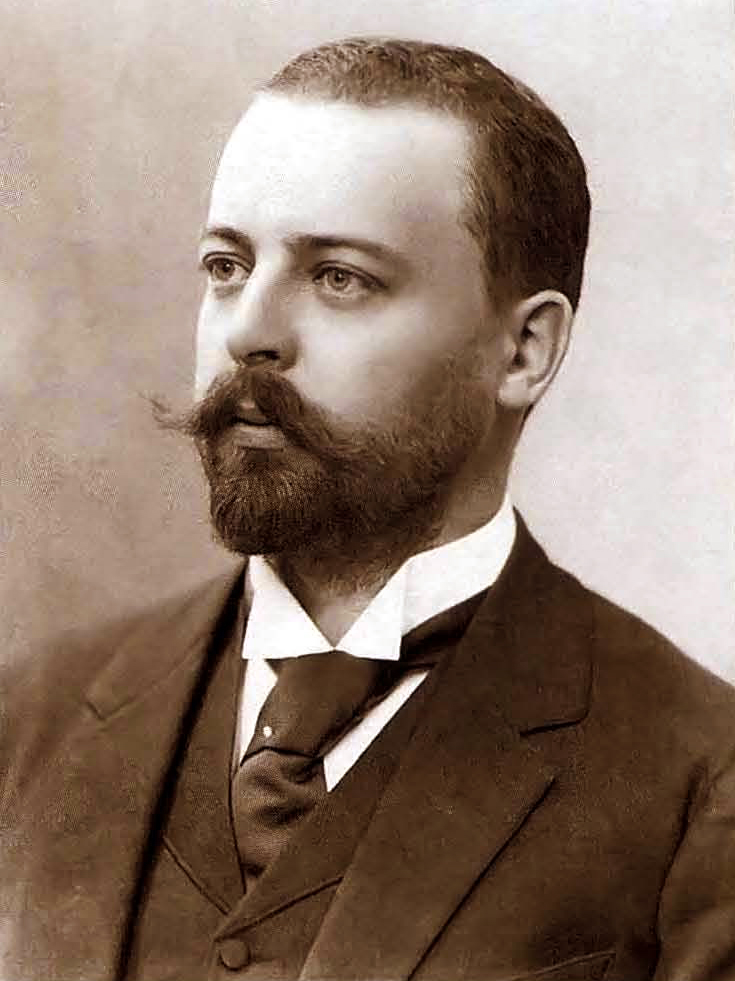
Ф. О. Шехтель. Фото 1890-х годов

Список содержит перечень архитектурных проектов (не осуществлённых в натуре художественных, архитектурных, функционально-технологических, конструктивных и инженерно-технических решений для обеспечения строительства зданий и сооружений, независимо от степени их проработки) и построек (завершённых строительством зданий, сооружений, других строений, а также архитектурно-оформительских работ и работ по реконструкции и капитальному ремонту различных объектов), созданных Шехтелем на всём протяжении его творческой деятельности. Список построек отражает как сохранившиеся, так и утраченные работы зодчего по состоянию на октябрь 2014 года.
Список не включает работы Шехтеля в области сценографии, живописи, журнальной и книжной графики, проектирования мебели и других областях его творческой деятельности.
Список проектов и построек основан на опубликованных источниках и характеризует степень изученности архитектурного наследия Шехтеля в настоящее время (конец 2014 года). За основу для составления списка взяты перечни и описания работ Шехтеля, составленные учёными-искусствоведами Е. И. Кириченко, М. В. Нащокиной, Л. В. Сайгиной, Е. А. Борисовой, Н. С. Датиевой, О. В. Орельской и другими. При расхождении содержащихся в источниках данных о дате создания, наименовании, местонахождении и других свойствах проекта или постройки, элемент списка отражён в соответствии с публикациями последнего времени Е. И. Кириченко и Л. В. Сайгиной.
В отдельном списке приведён перечень спорных архитектурных работ, в отношении принадлежности которых источники расходятся, а также перечень построек, приписываемых Шехтелю.

## Структура списка
Список проектов и построек составлен в хронологическом порядке по году (периоду) их создания Ф. О. Шехтелем, определённому на основании большинства авторитетных источников. В случаях, когда в отдельных источниках указываются иные даты создания, в столбце «Датировка» проставлены соответствующие сноски.
- Изображение. С целью отражения максимально точного первоначального вида построек, в списке по возможности используются изображения ближайшего ко времени сооружения постройки периода.
- Датировка. Столбец содержит указание на год (период) создания Ф. О. Шехтелем проекта или постройки.
- Наименование. Наименование проектов и построек дано на основе наиболее распространенного в источниках наименования, с учётом важных уточнений и дополнений, содержащихся в отдельных источниках. Элементы списка не содержат указаний на назначение, по которому в настоящее время используется постройка.
- Местонахождение. Местонахождение объектов дано с учётом современных официальных географических названий в следующем формате:

- страна;
- административная единица или территория (только для Российской Федерации и Украины: область, край, республика);
- район;
- населенный пункт;
- улица (проспект, переулок, площадь и др.);
- номер дома, корпус, строение;
- привязка на местности к населенным пунктам, элементам ландшафта, элементам городской/сельской застройки и др. (в случае, если источники не содержат точного адреса проекта или постройки).

- Охранный статус. В столбце отмечены объекты, имеющие статус культурного наследия:

-  000000000000000 —  объекты культурного наследия, включая выявленные согласно категории историко-культурного значения и занесённые в ЕГРОКН.

- Примечание. Столбец содержит важные комментарии и уточнения относительно элемента списка.
- Источники. Столбец содержит сноски на использованные источники по каждому элементу списка. Порядок сносок соответствует хронологическому порядку опубликования источников. Сноска на источник, подтверждающий наличие и категорию охранного статуса постройки, приведена последней.

Список может быть дополнительно отсортирован по наименованию, местоположению и охранному статусу объектов.

## Хронологический список проектов и построек
Легенда:
- Сохранившиеся постройки, включая восстановленные по проектам Шехтеля;
- Несохранившиеся постройки;
- Неосуществлённые проекты;
- Проекты и постройки, состояние, либо местонахождение которых на текущий момент неизвестно.

| Изображение | Датировка        | Наименование проекта, постройки | Местонахождение                                                                                       | Охранный статус                                                 | Примечание | Источники                                              |
| ----------- | ---------------- | --- | --- | --------------------------------------------------------------- | --- | ------------------------------------------------------ |
|             | 1875—1879        | Исторический музей | Россия, Москва, Красная площадь                                                                       | 771811313200006                                                 | Совместно с А. С. Каминским | [ 1 ] [ 2 ] [ 3 ] [ 4 ]                                |
|             | 1878             | Особняк М. И. Щапова (П. В. Щапова) | Россия, Москва, Бауманская улица, 58/25 — Денисовский переулок, 25/58, корп. 12, стр. 2               | 771610656860005                                                 | Эскизы фасадов и кровли, участие в строительстве по проекту арх. А. С. Каминского | [ 1 ] [ 5 ] [ 2 ] [ 6 ] [ 7 ] [ 8 ]                    |
|             | 1880             | Оформление пушкинского праздника в саду «Эрмитаж» на Божедомке | Россия, Москва, район современной Суворовской площади                                                 |                                                                 | | [ 2 ] [ 9 ]                                            |
|             | 1882             | Павильоны для Художественно-промышленной выставки | Россия, Москва, Ходынское поле                                                                        |                                                                 | | [ 2 ] [ 9 ]                                            |
|             | 1882 (1884)      | «Фантастический театр» в саду «Эрмитаж» на Божедомке | Россия, Москва, район современной Суворовской площади                                                 |                                                                 | | [ 2 ] [ 9 ]                                            |
|             | 1882             | Приспособление здания бывшего цирка Гинне для театра «Скоморох» | Россия, Москва, Воздвиженка                                                                           |                                                                 | | [ 10 ]                                                 |
|             | 1883             | Павильоны для благотворительного базара в пользу французской колонии в Москве в зале Благородного собрания                                                                                             | Россия, Москва, Улица Большая Дмитровка, 1                                                            |                                                                 | | [ 2 ] [ 9 ] [ 10 ]                                     |
|             | 1883             | План, оформление и постройки народного гулянья «Весна-красна» в честь коронации императора Александра III                                                                                              | Россия, Москва, Ходынское поле                                                                        |                                                                 | Совместно с М. В. Лентовским | [ 2 ] [ 2 ] [ 9 ] [ 11 ]                               |
|             | 1883             | Праздничное украшение Манежа для святочных гуляний «Иван-царевич» | Россия, Москва, Моховая улица, 1/9                                                                    |                                                                 | | [ 12 ] [ 2 ] [ 9 ] [ 10 ]                              |
|             | 1883             | Столовая в доме М. С. Кузнецова | Россия, Москва, Проспект Мира                                                                         |                                                                 | | [ 9 ]                                                  |
|             | 1883—1886        | Летний театр «Антей» (перестройка «Фантастического театра») в саду «Эрмитаж» на Божедомке | Россия, Москва, район современной Суворовской площади                                                 |                                                                 | | [ 2 ] [ 9 ] [ 10 ]                                     |
|             | 1883—1889        | Главный дом, ограда, ворота, дворовые постройки, домовая церковь и конный завод в имении С. П. фон Дервиза                                                                                             | Россия, Рязанская область, Спасский район, 12 км от Спасска-Рязанского, на берегу реки Кирицы         | 621520345930006 621721054980005                                 | | [ 13 ] [ 14 ] [ 12 ] [ 15 ] [ 10 ]                     |
|             | 1883—1889        | Дом Ф. П. фон Берггольца (управляющего) в имении П. П. фон Дервиза; церковь, конный двор, дворовые постройки (?)                                                                                       | Россия, Рязанская область, Старожиловский район, Старожилово, Конезаводская, 1                        | 621620431000006 621720817830005                                 | | [ 13 ] [ 12 ] [ 16 ] [ 17 ]                            |
|             | 1883—1889        | Главный дом, кузница, конный двор, молочная ферма, церковь, парковые сооружения с гротом в имении П. П. фон Дервиза                                                                                    | Россия, Рязанская область, Старожиловский район, Соха                                                 | 621620640490006 621721054980005                                 | | [ 13 ] [ 12 ] [ 16 ] [ 18 ]                            |
|             | 1884             | Фасад театра Парадиз | Россия, Москва, Большая Никитская улица, 19                                                           | 771410414790006                                                 | Здание возведено по проекту арх. К. В. Терского и Ф. Н. Кольбе на основе зданий усадьбы Глебовых-Стрешневых. Сохранился частично                                                              | [ 12 ] [ 19 ] [ 20 ] [ 10 ] [ 21 ]                     |
|             | 1884             | Театрально-увеселительный ансамбль «Кин-грусть» в саду «Ливадия» | Россия, Санкт-Петербург, в районе пересечения Приморского проспекта и улицы Академика Шиманского      |                                                                 | | [ 12 ] [ 19 ] [ 16 ] [ 10 ] [ 22 ]                     |
|             | 1886             | Здание Московской городской думы | Россия, Москва, Площадь Революции                                                                     | 771510004390006                                                 | Совместно с К. В. Терским | [ 3 ] [ 10 ]                                           |
|             | 1886             | Жилой дом и службы купца А. В. Степанова | Россия, Москва, Долгоруковская улица, 33, стр. 6                                                      |                                                                 | | [ 10 ]                                                 |
|             | 1886             | Новое здание театра «Антей» | Россия, Москва, район современной Суворовской площади                                                 |                                                                 | | [ 10 ]                                                 |
|             | 1886             | Перестройка бывшей панорамы «Царь-град» для театра М. В. Лентовского «Скоморох» | Россия, Москва, Сретенский бульвар, 6/1                                                               | 771421198150006                                                 | | [ 23 ] [ 9 ]                                           |
|             | 1886             | Декорации для гулянья «Морской праздник» в саду «Эрмитаж» на Божедомке | Россия, Москва, район современной Суворовской площади                                                 |                                                                 | | [ 10 ]                                                 |
|             | 1887             | Временный павильон для торжественной закладки второго корпуса Политехнического музея | Россия, Москва, Новая площадь                                                                         |                                                                 | | [ 23 ] [ 9 ] [ 10 ]                                    |
|             | 1887             | Участие в строительстве нового (второго) корпуса Политехнического музея | Россия, Москва, Новая площадь, 3/4                                                                    | 771610804680005                                                 | | [ 10 ]                                                 |
|             | 1887             | Часовня при Михайловской церкви | Россия, Ростовская область, Таганрог                                                                  |                                                                 | | [ 14 ] [ 16 ] [ 10 ]                                   |
|             | 1888             | Дом А. А. Шилова | Россия, Московская область, Мытищинский район, Пруссы                                                 |                                                                 | | [ 23 ] [ 24 ] [ 25 ]                                   |
|             | 1888             | Дом П. Д. Иродова | Россия, Ярославская область, Гаврилов-Ямский район, Великое                                           |                                                                 | | [ 13 ] [ 23 ] [ 16 ]                                   |
|             | 1888             | Усадьба А. А. Локалова | Россия, Ярославская область, Гаврилов-Ямский район, Великое, Ярославская улица, 14                    | 76000000000006                                                  | При участии художника А. А. Томашки | [ 13 ] [ 23 ] [ 16 ] [ 26 ] [ 27 ]                     |
|             | 1888—1890        | Интерьеры главного дома и дворовые строения во владении С. П. фон Дервиза (пристройка к западному торцу, каменная стена по южной границе, службы и двухэтажный корпус на месте старого южного флигеля) | Россия, Москва, Садовая-Черногрязская улица, 6                                                        |                                                                 | Главный дом построен в 1886 г. по проекту арх. Н. М. Вишневецкого | [ 28 ] [ 5 ] [ 23 ] [ 29 ] [ 10 ] [ 30 ]               |
|             | 1889             | Собственный дом Ф. О. Шехтеля | Россия, Москва, Ленинградский проспект, в районе домов № 10—12                                        |                                                                 | | [ 23 ] [ 9 ]                                           |
|             | 1889             | Часовня-памятник над захоронением Т. С. и М. Ф. Морозовых на Рогожском кладбище | Россия, Москва, Старообрядческая улица, 31а                                                           | 771721213830005                                                 | | [ 14 ] [ 6 ] [ 25 ]                                    |
|             | 1889—1890        | Отделка церкви-усыпальницы братьев Ляпиных при Храме Святых отцов семи Вселенских соборов в Даниловом монастыре                                                                                        | Россия, Москва, Даниловский вал, 22                                                                   |                                                                 | Сохранились остатки живописи | [ 14 ] [ 23 ] [ 31 ] [ 25 ]                            |
|             | 1890             | Изменение фасада, перестройка и ремонт во владении А. А. Левенсона | Россия, Москва, Петровка, 24                                                                          |                                                                 | | [ 1 ] [ 23 ] [ 9 ] [ 25 ]                              |
|             | 1890             | Строительные работы во владении С. В. Пенского | Россия, Москва, Петровка, 22                                                                          |                                                                 | | [ 1 ] [ 23 ] [ 9 ] [ 25 ]                              |
|             | 1890             | Оформление залов Благородного собрания к благотворительному костюмированному Ситцевому балу | Россия, Москва, Большая Дмитровка, 1                                                                  |                                                                 | Совместно с Ф. А. Соллогубом, Н. Н. Егоровым, Д. В. Морозовым, К. С. Шиловским | [ 25 ]                                                 |
|             | 1890             | Постройки в имении Г. К. Ушкова | Крым, Форос, Форосский спуск 1 (территория санатория «Форос»)                                         |                                                                 | | [ 13 ] [ 23 ] [ 16 ] [ 32 ]                            |
|             | 1890—1902        | Никольская часовня в память о дне бракосочетания императора Николая II и императрицы Александры Фёдоровны во имя Николая Чудотворца при храме Василия Кесарийского                                     | Россия, Москва, угол Первой Тверской-Ямской улицы и Васильевской улицы                                |                                                                 | Разрушена вместе с храмом в 1935 г. | [ 33 ] [ 23 ]                                          |
|             | 1891             | Магазин М. С. Кузнецова | Россия, Санкт-Петербург, Невский проспект, 64                                                         |                                                                 | | [ 34 ] [ 16 ] [ 25 ]                                   |
|             | 1891             | Перестройка во владении М. С. Кузнецова, дворовые постройки, оформление столовой в «русском стиле» | Россия, Москва, Проспект Мира                                                                         |                                                                 | | [ 25 ]                                                 |
|             | 1891             | Железная сень над фамильным участком Морозовых на Рогожском кладбище | Россия, Москва, Старообрядческая улица, 31а                                                           | 771711213830065                                                 | | [ 14 ] [ 6 ] [ 25 ]                                    |
|             | 1892             | Главный дом в имении князя Л. С. Голицына «Новый Свет | Крым, Новый Свет, Сокол-гора                                                                          |                                                                 | | [ 13 ] [ 35 ] [ 16 ] [ 36 ]                            |
|             | 1892, 1898       | Часовня для отпевания умерших, сторожка и покойницкая при евангелическо-лютеранской церкви Святых Петра и Павла                                                                                        | Россия, Москва, Старосадский переулок, 7/10 — Колпачный переулок, 10/7, стр. 6, 9                     | 771420967940006                                                 | | [ 14 ] [ 35 ] [ 37 ] [ 25 ] [ 38 ]                     |
|             | 1892—1894        | Дача С. Т. Морозова в имении Усад (на Киржаче) | Россия, Владимирская область, Петушинский район, Городищи                                             |                                                                 | | [ 13 ] [ 35 ] [ 16 ]                                   |
|             | 1892—1894        | Загородный дом, ферма, конный завод, электростанция и другие постройки в имении В. Е. Морозова Усадьба «Одинцово»                                                                                      | Россия, Московская область, Городской округ Домодедово, д. Одинцово.                                  | 501520304030006                                                 | Роспись дома — художник А. А. Томашки | [ 35 ] [ 24 ] [ 25 ] [ 39 ]                            |
|             | 1893             | Интерьеры городской усадьбы И. Г. Харитоненко, П. И. Харитоненко | Россия, Москва, Софийская набережная, 14/12 — Болотная площадь, д.12/14, стр. 1, 2, 3, 4              | 771420311910005                                                 | Совместно с инженером-архитектором В. Г. Залесским, архитектором М. Ф. Гейслером и художником Ф. Фламенгом                                                                                    | [ 5 ] [ 35 ] [ 40 ] [ 41 ]                             |
|             | 1893             | Двухэтажная пристройка к дому приюта имени принца П. Г. Ольденбургского в Петровском парке | Россия, Москва, возле Храма святителя Митрофана Воронежского (Вторая Хуторская улица, 40)             |                                                                 | | [ 9 ] [ 25 ]                                           |
|             | 1893             | Надгробие Е. Ф. Жегиной на Введенском (Немецком) кладбище | Россия, Москва, Наличная улица, 1                                                                     | Выявленный объект культурного наследия № 13380926               | | [ 14 ] [ 35 ] [ 42 ]                                   |
|             | 1893             | Городская усадьба Кузнецовых | Россия, Москва, Проспект Мира, 41, стр. 1                                                             | 771410351100005                                                 | Совместно с арх. И. С. Кузнецовым и скульптором С. Т. Конёнковым. Перестроен 1898—1902 гг., арх. Р. Мельнером                                                                                 |                                                        |
|             | 1893—1898        | Особняк З. Г. Морозовой (С. Т. Морозова) | Россия, Москва, Спиридоновка, 17                                                                      | 771421218500006                                                 | | [ 44 ]                                                 |
|             | 1894             | Траурное убранство Москвы по случаю кончины императора Александра III | Россия, Москва                                                                                        |                                                                 | | [ 35 ] [ 9 ] [ 25 ]                                    |
|             | 1894—1896        | Мраморные иконостасы, живопись и церковная утварь Храма усекновения главы Иоанна Предтечи под Бором | Россия, Москва, Черниговский переулок, 2/4 — Пятницкая улица, 4/2                                     |                                                                 | | [ 45 ] [ 35 ]                                          |
|             | 1894—1896        | Особняк Н. В. Кузнецовой (М. С. Кузнецова) | Россия, Москва, Проспект Мира, 43а                                                                    | 771410333070005                                                 | При участии арх. М. Е. Приёмышева, В. Д. Адамовича (помощники). Надстроен с сохранением проработки фасада                                                                                     | [ 5 ] [ 35 ] [ 46 ] [ 47 ] [ 48 ]                      |
|             | 1895             | Дача, конюшня, манеж, ворота с оградой, хозяйственные постройки для И. В. Морозова | Россия, Москва, Петровский парк                                                                       |                                                                 | | [ 49 ] [ 35 ] [ 9 ] [ 25 ]                             |
|             | 1895             | Дом (служебный корпус) на участке храма Черниговских чудотворцев князя Михаила и боярина Фёдора | Россия, Москва, Черниговский переулок, 2/4                                                            |                                                                 | | [ 35 ] [ 40 ] [ 25 ]                                   |
|             | 1895             | Надгробие семьи Шехтель на Ваганьковском кладбище | Россия, Москва, Улица Сергея Макеева, 15 (15 участок)                                                 |                                                                 | | [ 14 ] [ 35 ] [ 50 ] [ 51 ] [ 52 ]                     |
|             | 1895—1896        | Интерьеры особняка Г. А. Каратаевой — И. В. и Е. В. Морозовых | Россия, Москва, Леонтьевский переулок, 10, стр. 1, 2                                                  | 771520280390005                                                 | Переделаны в 1905 г. арх. А. Э. Эрихсоном, сохранились частично | [ 5 ] [ 35 ] [ 53 ] [ 51 ] [ 54 ]                      |
|             | 1895—1896        | Парадная лестница и зал Русской славы для Музея изящных искусств | Россия, Москва                                                                                        |                                                                 | | [ 55 ] [ 35 ] [ 3 ]                                    |
|             | 1895—1898        | Внутренняя отделка главного дома А. В. Морозова и перестройка корпуса во дворе | Россия, Москва, Подсосенский переулок, 21, стр. 1 и 3 (во дворе)                                      | 771720978400006                                                 | При участии М. А. Врубеля (интерьеры) | [ 56 ] [ 57 ] [ 35 ] [ 29 ] [ 58 ] [ 59 ]              |
|             | 1896, 1904       | Собственный особняк Ф. О. Шехтеля с флигелем и оградой | Россия, Москва, Ермолаевский переулок, 28                                                             | 771420966490005 771410966490025                                 | При участии арх. В. Д. Адамовича (помощник). Пристройка с северной стороны осуществлена по проекту Шехтеля в 1904 г.                                                                          | [ 60 ] [ 5 ] [ 46 ] [ 35 ] [ 53 ] [ 51 ] [ 61 ]        |
|             | 1896             | Обелиски у Тверской заставы, оформление Первой Тверской-Ямской улицы, праздничный павильон на Триумфальной площади к коронационным торжествам                                                          | Россия, Москва, Тверская застава, Первая Тверская-Ямская улица, Триумфальная площадь                  |                                                                 | | [ 35 ] [ 51 ]                                          |
|             | 1896             | Царский павильон станции «Одинцово» Московско-Брестской железной дороги | Россия, Московская область, Одинцово                                                                  |                                                                 | Сгорел в 1897 году | [ 35 ] [ 51 ] [ 62 ]                                   |
|             | 1896             | Отделка Главного дома, Царской лестницы и пристани, въездные ворота на Нижегородской ярмарке к коронационным торжествам                                                                                | Россия, Нижегородская область, Нижний Новгород, Канавинский район                                     |                                                                 | | [ 19 ] [ 35 ] [ 63 ] [ 51 ]                            |
|             | 1896             | Павильоны для Всероссийской выставки (Ярославской мануфактуры А. А. Карзинкина, фирм «Эйнем», Сергеева, Н. Н. Коншина, Товарищества Гарелина, Товарищества Шибаева и другие)                           | Россия, Нижегородская область, Нижний Новгород, Канавинский район                                     |                                                                 | | [ 19 ] [ 35 ] [ 51 ]                                   |
|             | 1887             | Интерьеры особняка Г. К. Ушкова | Россия, Москва, Рождественский бульвар, 12/8                                                          |                                                                 | | [ 64 ] [ 3 ] [ 51 ]                                    |
|             | 1897             | Концертный зал «Олимп» | Россия, Москва, Ленинградское шоссе                                                                   |                                                                 | | [ 64 ] [ 51 ] [ 65 ]                                   |
|             | 1897             | Народный дом | Россия, Москва                                                                                        |                                                                 | | [ 66 ] [ 64 ] [ 3 ] [ 67 ]                             |
|             | 1897             | Деревянный народный театр для парка Сокольники | Россия, Москва, Сокольники                                                                            |                                                                 | | [ 34 ] [ 64 ] [ 3 ]                                    |
|             | 1897             | Здание Художественно-промышленного музея Строгановского училища | Россия, Москва                                                                                        |                                                                 | | [ 34 ] [ 3 ]                                           |
|             | 1897             | Дача И. А. Сытенко | Россия, Подмосковье (?)                                                                               |                                                                 | | [ 1 ] [ 13 ] [ 64 ] [ 24 ] [ 51 ]                      |
|             | 1897— 1899       | Мемориальная часовня-памятник В. Е. и Е. Н. Морозовым на Преображенском кладбище | Россия, Москва, Преображенский Вал, 17а                                                               | 771421288830006 771411288830056                                 | | [ 1 ] [ 64 ] [ 68 ] [ 69 ]                             |
|             | 1897—1903        | Церковь Спаса Нерукотворного | Россия, Ивановская область, Иваново, Улица Ермака, 41                                                 |                                                                 | Наблюдение за строительством осуществлял арх. П. Г. Беген. Разрушена в 1937 г. | [ 1 ] [ 34 ] [ 64 ] [ 51 ]                             |
|             | 1897, 1903—1907  | Внутренняя отделка, иконостас, предметы убранства церкви Святого Пимена «что в новых Воротниках» | Россия, Москва, Нововоротниковский переулок, 3                                                        |                                                                 | | [ 14 ] [ 64 ] [ 47 ] [ 70 ]                            |
|             | 1898             | Городская усадьба Протасовых — Малич | Россия, Москва, Садовая-Самотёчная улица, 6 строение 1                                                | Выявленный объект культурного наследия № 2958222                | Перестроен в 1905 г. арх. Г. А. Гельрихом | [ 5 ] [ 64 ] [ 71 ] [ 51 ]                             |
|             | 1898             | Пантеон русской славы | Россия, Москва                                                                                        |                                                                 | | [ 51 ]                                                 |
|             | 1898             | Сень над ракой в Троице-Сергиевой лавре | Россия, Московская область, Сергиев Посад                                                             |                                                                 | | [ 51 ]                                                 |
|             | 1898             | Павильон П. И. Харитоненко для демонстрации коллекции икон на Всемирной выставке | Франция, Париж                                                                                        |                                                                 | | [ 1 ] [ 64 ]                                           |
|             | 1898—1899        | Расширение подвального этажа в особняке А. А. Левенсона | Россия, Москва, Пречистенская набережная, 35                                                          |                                                                 | | [ 72 ] [ 64 ] [ 73 ] [ 71 ]                            |
|             | 1898—1903 (1911) | Комплекс зданий Правления Товарищества Кузнецова | Россия, Москва, Мясницкая улица, 8/2, строение 1                                                      | 771410416250006                                                 | Надстроен в 1920—1930-х гг.; перестройки в 1970 г. и в 1990-х гг. | [ 74 ] [ 64 ] [ 37 ] [ 51 ] [ 75 ]                     |
|             | 1899             | Новая трапезная и Храм Казанской Божией Матери Богородице-Рождественского монастыря | Россия, Москва, угол Рождественки и Рождественского бульвара                                          |                                                                 | | [ 76 ] [ 77 ] [ 78 ] [ 3 ]                             |
|             | 1899             | Западная пристройка к Собору Рождества Богородицы Богородице-Рождественского монастыря | Россия, Москва, Рождественка, 20                                                                      |                                                                 | | [ 79 ] [ 80 ]                                          |
|             | 1899             | Дом для рабочих на камвольно-прядильной фабрике И. И. Баскакова | Россия, Москва                                                                                        |                                                                 | | [ 64 ] [ 68 ] [ 51 ]                                   |
|             | 1899             | «Грандиозный манеж» Общества любителей верховой езды | Россия, Москва                                                                                        |                                                                 | | [ 51 ]                                                 |
|             | 1899             | Оформление интерьеров в доме Игнатьевой под помещение Литературно-художественного кружка | Россия, Москва, угол Воздвиженки и Большого Кисловского переулка                                      |                                                                 | | [ 51 ]                                                 |
|             | 1899             | Парадная лестница в доме К. Н. Обидиной (Чертковых) | Россия, Москва, Мясницкая улица, 7                                                                    | 771410520120026                                                 | | [ 81 ] [ 82 ] [ 51 ] [ 83 ]                            |
|             | 1899             | Витрина магазина Георга Листа | Россия, Москва, Петровка, 19                                                                          |                                                                 | | [ 51 ]                                                 |
|             | 1899             | Витрина магазина фирмы Г. А. Брокар в Верхних торговых рядах | Россия, Москва, Красная площадь, 3                                                                    |                                                                 | | [ 51 ]                                                 |
|             | 1899             | Приспособление дворового корпуса во владении Строгановского училища под новое помещение Художественно-промышленного музея                                                                              | Россия, Москва                                                                                        |                                                                 | | [ 51 ]                                                 |
|             | 1899 (1901—?)    | Доходный дом Д. И. Крума | Россия, Москва, Тихвинская улица                                                                      |                                                                 | | [ 84 ] [ 34 ] [ 3 ]                                    |
|             | 1899—1900        | Конторские помещения Торгового дома «В. Ф. Аршинов и Ко» | Россия, Москва, Старопанский переулок, 5, строение 1                                                  | 771510307690006                                                 | | [ 85 ] [ 86 ] [ 64 ] [ 37 ] [ 51 ] [ 87 ]              |
|             | 1890-е           | Типографский корпус | Россия, Москва, Рахмановский переулок, 4, стр. 2                                                      |                                                                 | Снесён в 1997 г. | [ 9 ]                                                  |
|             | 1890-е           | Оформление Пергамского зала Музея изящных искусств | Россия, Москва, Волхонка, 12                                                                          |                                                                 | | [ 55 ] [ 88 ]                                          |
|             | 1890-е           | Концертный зал во владении А. М. Постникова | Россия, Москва                                                                                        |                                                                 | | [ 64 ] [ 3 ]                                           |
|             | 1890-е           | Особняк В. И. Сазонова | Россия, Москва                                                                                        |                                                                 | Совместно с художником А. А. Томашки | [ 64 ] [ 89 ]                                          |
|             | 1900             | Надгробная часовня над могилой Г. А. Захарьина (фамильное захоронение Захарьиных) у Церкви Владимирской иконы Божией Матери                                                                            | Россия, Москва, Куркино, Новогорская улица, 37                                                        |                                                                 | Мозаичное панно внутри часовни выложено по рисунку В. М. Васнецова | [ 13 ] [ 90 ] [ 91 ] [ 92 ]                            |
|             | 1900             | Часовня в имении Е. С. Веригиной | Россия, Звенигородский уезд, Ершово (вероятно, Пензенская область, Белинский район, Ершово            |                                                                 | | [ 34 ] [ 64 ] [ 24 ]                                   |
|             | 1900             | Павильоны М. С. Кузнецова, Русско-американской резиновой мануфактуры, витрины П. И. Харитоненко и И. В. Гарелина на Всемирной выставке                                                                 | Франция, Париж                                                                                        |                                                                 | | [ 64 ] [ 91 ] [ 93 ]                                   |
|             | 1900—1909        | Постамент и архитектурное решение памятника императору Александру III | Россия, Санкт-Петербург, Площадь Восстания, у Московского вокзала                                     |                                                                 | Скульптор П. П. Трубецкой. Памятник демонтирован в 1937 г. Установлен перед Мраморным дворцом в 1994 г. на новом постаменте                                                                   | [ 94 ] [ 73 ] [ 91 ]                                   |
|             | 1900             | Дача А. А. Левенсона | Россия, Москва, Чоботовский проезд, 4                                                                 | 771210005750006                                                 | | [ 94 ] [ 19 ] [ 24 ] [ 91 ] [ 95 ]                     |
|             | 1900             | Народный дом Общества содействия общеобразовательным народным полезным развлечениям | Россия, Москва, Девичье поле                                                                          |                                                                 | | [ 77 ] [ 34 ] [ 3 ]                                    |
|             | 1900             | Перепланировка, внутренняя отделка особняка Постниковых — С. Н. Коншина — И. А. Манташева, пристройка для устройства зимнего сада, дворовые строения                                                   | Россия, Москва, Ленинградский проспект, 21                                                            | 771420433450005                                                 | Частично перестроен в 1990-е гг., интерьеры сохранились частично | [ 5 ] [ 77 ] [ 47 ] [ 91 ] [ 96 ]                      |
|             | 1900             | Пристройка к особняку А. В. Морозова, электростанция 1895 г. | Россия, Москва, Подсосенский переулок, 21                                                             | 771411299290005                                                 | | [ 56 ] [ 77 ]                                          |
|             | 1900             | Частичная переделка фасадов и оформление интерьеров главного дома имения З. Г. Морозовой (С. Т. Морозова) «Покровское-Рубцово»                                                                         | Россия, Московская область, Истринский район, Пионерский                                              |                                                                 | Перестроен в 1950-е гг. И. В. Жолтовским, пострадал от пожара в конце 1990-х гг. | [ 77 ] [ 13 ] [ 24 ]                                   |
|             | 1900             | Здание скоропечатни тов. «Левенсон А. А.» | Россия, Москва, Трёхпрудный переулок, 9                                                               | 771721305870006                                                 | При участии арх. А. В. Кузнецова (помощник) | [ 97 ] [ 98 ] [ 77 ] [ 99 ] [ 100 ]                    |
|             | 1900—1901        | Павильоны Русского отдела на Международной выставке в Глазго | Великобритания, Шотландия, Глазго                                                                     |                                                                 | Построено четыре павильона | [ 101 ] [ 5 ] [ 77 ] [ 102 ] [ 103 ]                   |
|             | 1900—1903        | Особняк Рябушинского, службы и флигель | Россия, Москва, Малая Никитская улица, 6/2, строение 5, Спиридоновка ул., 2, строение 1               | 771410331790006 771410272470005                                 | Мозаики художника В. А. Фролова | [ 104 ] [ 77 ] [ 102 ] [ 105 ]                         |
|             | 1900—1903        | Дом В. В. Аршинова, А. И. Аршиновой (Петрографический институт) | Россия, Москва, Большая Ордынка, 32 (во дворе)                                                        |                                                                 | Сохранился частично | [ 73 ] [ 77 ] [ 40 ]                                   |
|             | 1901             | Перестройка особняка А. А. Левенсона | Россия, Москва, Пречистенская набережная, 35                                                          |                                                                 | | [ 77 ] [ 91 ]                                          |
|             | 1901             | Доходное владение Н. С. Кана (особняк и доходный дом) | Россия, Москва, Садовая-Кудринская улица, 2 — Большая Никитская улица, 62 — Малая Никитская улица, 35 | 771420656850005                                                 | Перестройка особняка 1860—1870 гг. при участии арх. А. А. Галецкого | [ 86 ] [ 106 ] [ 107 ] [ 108 ] [ 109 ]                 |
|             | 1901             | Церковная утварь для храма русского посольства | Германия, Берлин                                                                                      |                                                                 | | [ 106 ] [ 91 ]                                         |
|             | 1901—1903        | Дом Московского страхового от огня общества с гостиницей «Боярский двор» | Россия, Москва, Старая площадь, 8                                                                     | 771510303680006                                                 | При участии арх. А. А. Галецкого | [ 110 ] [ 86 ] [ 106 ] [ 107 ] [ 82 ] [ 111 ]          |
|             | 1901—1904        | Особняк и флигель А. И. Дерожинской-Зиминой | Россия, Москва, Кропоткинский переулок, 13                                                            | 771410421930006 771420421870005 771410421870025 771410421870015 | При участии арх. А. А. Галецкого | [ 112 ] [ 113 ] [ 86 ] [ 106 ] [ 107 ] [ 114 ] [ 115 ] |
|             | 1901—1914        | Особняк П. П. Смирнова | Россия, Москва, Тверской бульвар, 18                                                                  |                                                                 | Перестройка и внутренняя отделка дома второй половины XVIII в., при участии арх. А. А. Галецкого                                                                                              | [ 73 ] [ 107 ] [ 116 ] [ 108 ] [ 91 ] [ 117 ]          |
|             | 1902             | Здание и интерьеры Московского художественного театра | Россия, Москва, Камергерский переулок, 3                                                              | 56                                                              | Перестройка и внутренняя отделка дома Г. М. Лианозова, при участии арх. И. А. Фомина и А. А. Галецкого. Горельеф «Пловец» («Море житейское») над входом А. С. Голубкиной. Сохранился частично | [ 118 ] [ 119 ] [ 73 ] [ 106 ] [ 120 ] [ 91 ] [ 121 ]  |
|             | 1902             | Вокзал на станции Сергиево Московско-Ярославской железной дороги | Россия, Московская область, Сергиев Посад                                                             |                                                                 | | [ 84 ] [ 78 ] [ 106 ] [ 3 ]                            |
|             | 1902             | Приют Общества воспитания и обучения слепых детей | Россия, Москва, Проспект Мира                                                                         |                                                                 | | [ 91 ]                                                 |
|             | 1902—1904        | Ярославский вокзал | Россия, Москва, Комсомольская площадь, 5                                                              | 771510281510016                                                 | Частично перестроен, первоначальная отделка интерьеров утрачена | [ 122 ] [ 73 ] [ 106 ] [ 123 ] [ 91 ] [ 124 ]          |
|             | 1903             | Убежище (дом) Общества для призрения престарелых артистов | Россия, Москва, Красная Пресня                                                                        |                                                                 | | [ 106 ] [ 3 ] [ 125 ]                                  |
|             | 1903             | Особняк И. А. Пономарёва | Россия, Москва, Сокольники                                                                            |                                                                 | | [ 126 ] [ 125 ]                                        |
|             | 1903             | Дом Н Л. Маркова | Россия, Москва, угол Остоженки и Мансуровского переулка                                               |                                                                 | | [ 9 ] [ 125 ]                                          |
|             | 1903—1904, 1908  | Банкирский дом братьев Рябушинских и Главная контора Товарищества мануфактур П. М. Рябушинского с сыновьями                                                                                            | Россия, Москва, Старопанский переулок, 2/1 — Биржевая площадь, 1/2                                    | Ценный градоформирующий объект                                  | Переделки по проекту Шехтеля в 1908 г. Надстроено шестым этажом в 1911—1913 гг. по проекту арх. А. В. Кузнецова. Отделка интерьеров утрачена                                                  | [ 86 ] [ 106 ] [ 82 ] [ 127 ]                          |
|             | 1904             | Лавка Императорского Строгановского Центрального художественно-промышленного училища | Россия, Москва, Рождественка, 11/4 — Сандуновский переулок, 4/11, стр. 1                              | 771420972390006                                                 | Отделка фасада и интерьера, перестройка флигеля конца XVIII в. Панно по рисункам учеников Строгановского училища                                                                              | [ 128 ] [ 86 ] [ 106 ] [ 129 ]                         |
|             | 1904             | Театр-курзал | Крым, Ялта                                                                                            |                                                                 | | [ 106 ] [ 130 ]                                        |
|             | 1904             | Здание для Литературно-художественного кружка | Россия, Москва, Большая Дмитровка, 15                                                                 |                                                                 | Перестройка части владения Востряковых | [ 9 ] [ 125 ]                                          |
|             | 1904             | Комплекс надгробных сооружений на могилах Чеховых на Новодевичьем кладбище | Россия, Москва, Лужнецкий проезд, 2                                                                   | 771610748720006 771711201650006                                 | Совместно с арх. Л. М. Браиловским. Первоначально на территории Новодевичьего монастыря. Перенесено на Новодевичье кладбище в 1933 г.                                                         |                                                        |
|             | 1904—1905        | Ворота и ограда частной клиники доктора Ф. А. Усольцева | Россия, Москва, улица Восьмого марта, 1                                                               |                                                                 | По эскизу М. А. Врубеля | [ 131 ] [ 132 ]                                        |
|             | 1904—1906        | Доходный дом Императорского Строгановского Центрального художественно-промышленного училища | Россия, Москва, Мясницкая улица, 24/1                                                                 | 771310009770006                                                 | Керамическое панно при участии художника Ф. Ф. Федоровского | [ 133 ] [ 134 ] [ 14 ] [ 106 ] [ 80 ] [ 135 ]          |
|             | 1905             | Дача Ф. О. Шехтеля | Россия, Московская область, Одинцово                                                                  |                                                                 | | [ 84 ] [ 13 ] [ 24 ]                                   |
|             | 1905             | Дача Ф. О. Шехтеля «Нагорная» | Россия, Москва, на границе Кунцева и Крылатского                                                      |                                                                 | | [ 136 ] [ 106 ] [ 24 ] [ 125 ]                         |
|             | 1905             | Старообрядческая церковь (на средства П. П. Рябушинского) | Россия, Москва, Турчанинов переулок, 4 строение 1, 2                                                  | 771520307970005                                                 | | [ 106 ] [ 3 ] [ 125 ]                                  |
|             | 1905—1906 (1911) | Дома дешёвых квартир имени Г. Г. Солодовникова | Россия, Москва                                                                                        |                                                                 | | [ 78 ] [ 106 ] [ 3 ] [ 125 ]                           |
|             | 1905—1907        | Дом причта церкви Покрова Пресвятой Богородицы Остоженской старообрядческой общины | Россия, Москва, Турчанинов переулок, 4, стр. 2                                                        | 771510307970025                                                 | | [ 71 ]                                                 |
|             | 1906—1908        | Губернская земская управа | Россия, Смоленская область, Смоленск, Октябрьской революции, 1/2                                      | 671510202950006                                                 | Разрушена во время Великой Отечественной войны (сохранилась только коробка стен), восстановлена в 1950-е гг.                                                                                  | [ 130 ] [ 137 ]                                        |
|             | 1907—1908        | Главный дом в усадьбе Деденево (Новоспасское) Ф. А. Головина | Россия, Московская область, Дмитровский район, Деденево                                               |                                                                 | Утрачена в 1915 г. | [ 106 ] [ 16 ] [ 125 ]                                 |
|             | 1907—1908        | Дом, флигель, ледник и ограда в усадьбе Зотовых — Д. П. Горихвостова — С. П. Патрикеева «Белые столбы» (Козьмодемьянское)                                                                              | Россия, Москва, Правобережная улица, 6, стр. 1                                                        | 771420433850005                                                 | Совместно с гражданским инженером А. А. Никифоровым | [ 13 ] [ 106 ] [ 138 ] [ 125 ] [ 139 ]                 |
|             | 1907—1909        | Здание типографии газеты «Утро России» | Россия, Москва, Большой Путинковский переулок, 3                                                      | 771410723380006                                                 | Перестройка бывшего дома Н. К. Бутурлина. В 1913—1914 гг. пристройки по проекту арх. П. А. Заруцкого (во дворе). В 1930-е надстроен, частично переделан фасад. Восстановлен в 2000-е гг.      | [ 140 ] [ 106 ] [ 141 ] [ 125 ] [ 142 ]                |
|             | 1908             | Особняк А. И. Цветкова | Россия, Ростовская область, Ростов-на-Дону                                                            |                                                                 | | [ 84 ] [ 78 ] [ 106 ] [ 130 ]                          |
|             | 1908             | Торговый дом С. М. Рукавишникова | Россия, Нижегородская область, Нижний Новгород, Рождественская ул., 23, Нижневолжская наб., 11        | 521420083100006                                                 | | [ 143 ] [ 14 ] [ 130 ]                                 |
|             | 1908             | Банк С. М. Рукавишникова | Россия, Нижегородская область, Нижний Новгород, Рождественская улица, 23                              |                                                                 | Скульптор С. Т. Конёнков | [ 144 ] [ 106 ] [ 145 ]                                |
|             | 1908             | Доходный дом с магазином Крестовникова | Россия, Москва, Пятницкая улица, 13, строение 1                                                       | 771610556730005                                                 | | [ 106 ] [ 146 ] [ 147 ] [ 148 ]                        |
|             | 1910—1914        | Свято-Троицкий храм | Россия, Саратовская область, Балаковский район, Балаково, Набережная улица, 1                         | 641410073580006                                                 | Художник Григорий Чириков. Частично разрушена в 1930-е гг., восстановлена в 1999 г. | [ 106 ] [ 150 ] [ 89 ] [ 151 ]                         |
|             | 1909             | Особняк Ф. О. Шехтеля с флигелем-мастерской | Россия, Москва, Большая Садовая улица, 4, стр. 1, 2                                                   | 771310006580005                                                 | | [ 152 ] [ 153 ] [ 106 ] [ 154 ] [ 89 ] [ 155 ] [ 156 ] |
|             | 1909             | Загородный дом В. М. Сурошникова на Волге | Россия, Самарская область                                                                             |                                                                 | | [ 19 ] [ 94 ] [ 130 ]                                  |
|             | 1909             | Здание Зимнего театра (музыкальное общество) | Россия, Краснодарский край, Краснодар, улица Красная, 55                                              |                                                                 | Строительство осуществлял арх. А. А. Козлов. Перестроено в 1954 г. арх. А. В. Титовым | [ 144 ] [ 86 ] [ 130 ]                                 |
|             | 1909             | Перестройка и внутренняя отделка интерьеров особняка М. Д. Карповой (Н. В. Киреевской) | Россия, Москва, Большая Ордынка, 41                                                                   |                                                                 | Совместно с арх. И. С. Кузнецовым, скульптором С. Т. Конёнковым. Сохранились частично | [ 73 ] [ 94 ] [ 157 ] [ 158 ]                          |
|             | 1909             | Надгробие Е. Д. Эфроса (З. И. Гржебину) на Новодевичьем кладбище | Россия, Москва, Лужнецкий проезд, 2                                                                   |                                                                 | | [ 152 ] [ 73 ] [ 106 ] [ 154 ] [ 159 ]                 |
|             | 1909             | Особняк Г. М. Мустафаева | Россия, Москва                                                                                        |                                                                 | | [ 160 ] [ 16 ] [ 89 ]                                  |
|             | 1909—1911        | Фасады доходного дома Л. В. Шамшиной (А. И. Шамшина) | Россия, Москва, Знаменка, 8/13 — Староваганьковский переулок, 13/8, стр. 1                            | 771410046980006                                                 | Архитектурная обработка фасада на основе проекта арх. И. С. Благовещенского (по другим данным, Н. Н. Благовещенского) с сохранением объёма и планировки здания                                | [ 161 ] [ 162 ] [ 14 ] [ 106 ] [ 88 ] [ 163 ]          |
|             | 1909—1911        | Ансамбль больницы Г. А. Захарьина в Куркино (главный корпус, амбулатория, морг, кухня, дома для врачей, медперсонала и рабочих)                                                                        | Россия, Москва, Куркинское шоссе, 29, стр. 2, 3, 5, 6, 8, 9, 20                                       | 771520307540006                                                 | Совместно с И. Э. Грабарём | [ 138 ]                                                |
|             | 1909—1911        | Торговый дом Московского купеческого общества | Россия, Москва, Малый Черкасский переулок, 2                                                          | 771410724020006                                                 | | [ 164 ] [ 14 ] [ 94 ] [ 80 ] [ 165 ]                   |
|             | 1909—1913        | Особняк В. М. Сурошникова | Россия, Самарская область, Самара, Пионерская улица, 22                                               |                                                                 | Строил арх. А. А. Щербачёв | [ 94 ] [ 89 ]                                          |
|             | 1909—1914        | Усадьба З. Г. Морозовой-Рейнбот «Горки» (перестройка главного дома и флигелей, две беседки, переустройство парка)                                                                                      | Россия, Московская область, Ленинский район, Горки Ленинские                                          |                                                                 | | [ 5 ] [ 94 ] [ 166 ] [ 24 ] [ 89 ] [ 167 ]             |
|             | 1900-е           | Доходный дом | Украина, Харьковская область, Волчанск                                                                |                                                                 | Строил арх. Г. Л. Кольс (?) | [ 94 ]                                                 |
|             | 1900-е           | Собственный дом Ф. О. Шехтеля | Россия, Москва, Большая Садовая улица                                                                 |                                                                 | | [ 168 ]                                                |
|             | 1900-е           | Главный дом усадьбы Костино Н. Я. Никитинского | Россия, Рязанская область, Рыбновский район, с. Костино                                               | 621620450870006                                                 | Сохранился со значительными утратами | [ 169 ] [ 170 ] [ 171 ]                                |
|             | 1900-е           | Конный завод в имении Г. К. Ушкова | Крым, Форос                                                                                           |                                                                 | | [ 168 ] [ 32 ]                                         |
|             | 1900-е           | Мавзолей Феррейнов на Введенском (Немецком) кладбище | Россия, Москва, Наличная улица, 1 (5 участок)                                                         |                                                                 | | [ 172 ] [ 168 ] [ 24 ]                                 |
|             | 1910             | Отделение Государственного банка | Россия, Нижегородская область, Нижний Новгород                                                        |                                                                 | | [ 143 ] [ 78 ] [ 168 ] [ 130 ]                         |
|             | 1910—1911        | Библиотека-музей А. П. Чехова | Россия, Ростовская область, Таганрог, Петровская улица, 96                                            |                                                                 | | [ 86 ] [ 168 ] [ 173 ] [ 89 ]                          |
|             | 1911 (1914)      | Мавзолей семьи Эрлангеров на Введенском (Немецком) кладбище | Россия, Москва, Наличная улица, 1 (11 участок)                                                        | 771711213760006                                                 | При участии художника К. С. Петрова-Водкина. Мозаичная мастерская В. А. Фролова | [ 84 ] [ 34 ] [ 168 ] [ 42 ] [ 174 ]                   |
|             | 1911             | Вилла М. Г. Лианозова на Ривьере | Франция, Больё-сюр-Мер                                                                                |                                                                 | | [ 168 ] [ 175 ]                                        |
|             | 1911             | Убранство церкви при Алексеевском коммерческом училище | Украина, Полтавская область, Кременчуг                                                                |                                                                 | | [ 84 ] [ 34 ] [ 168 ] [ 130 ]                          |
|             | 1911             | Казанский вокзал | Россия, Москва, Комсомольская площадь                                                                 |                                                                 | | [ 176 ] [ 78 ] [ 168 ] [ 3 ]                           |
|             | 1911             | Дом Московского купеческого общества | Россия, Москва, Кузнецкий Мост                                                                        |                                                                 | | [ 177 ] [ 78 ] [ 168 ] [ 3 ]                           |
|             | 1911             | Планировка Мытного двора у Серпуховских ворот | Россия, Москва, район Серпуховской площади                                                            |                                                                 | | [ 89 ]                                                 |
|             | 1911             | Реставрация Церкви Трифона в Напрудном | Россия, Москва, Трифоновская улица, 38                                                                |                                                                 | | [ 78 ] [ 3 ] [ 89 ]                                    |
|             | 1911             | Пристройка железной часовни к восточному фасаду Церкви Трифона в Напрудном | Россия, Москва, Трифоновская улица, 38                                                                |                                                                 | | [ 89 ]                                                 |
|             | 1911             | Царские врата иконостаса Церкви Трифона в Напрудном | Россия, Москва, Трифоновская улица, 38                                                                |                                                                 | | [ 168 ]                                                |
|             | 1912             | Надгробие С. А. Муромцева в новой части Донского кладбища | Россия, Москва, Донская площадь, 1                                                                    | Выявленный объект культурного наследия № 13381269               | Скульптор П. П. Трубецкой | [ 34 ] [ 178 ] [ 31 ]                                  |
|             | 1912             | Ледяной дворец (зимний крытый каток) «Спорт-палас» | Россия, Москва, Арбатская площадь                                                                     |                                                                 | | [ 176 ] [ 78 ] [ 178 ] [ 89 ] [ 179 ]                  |
|             | 1912             | Особняк Е. И. Шаронова | Россия, Ростовская область, Таганрог, Улица Фрунзе, 80                                                | 611510274930006                                                 | Строительство — арх. Н. Т. Синяков, Н. А. Красников | [ 178 ] [ 170 ]                                        |
|             | 1912             | Дом Московского купеческого общества | Россия, Москва, Ильинка                                                                               |                                                                 | | [ 78 ] [ 178 ] [ 130 ]                                 |
|             | 1912             | Московский городской купеческий банк | Россия, Москва, угол Никольской улицы и Ветошного переулка                                            |                                                                 | | [ 180 ] [ 78 ] [ 126 ] [ 130 ]                         |
|             | 1912             | Интерьеры усадебного дома Рукавишниковых (Городской концертный зал) | Россия, Нижегородская область, Нижний Новгород, Большая Покровская улица, 39а                         |                                                                 | | [ 181 ] [ 182 ]                                        |
|             | 1912 (1913)      | Концертный зал и клуб «Палас» | Россия, Нижегородская область, Нижний Новгород                                                        |                                                                 | Существенно перестроен | [ 183 ] [ 143 ] [ 63 ] [ 181 ]                         |
|             | 1912—1913        | Электротеатр А. А. Ханжонкова (кинотеатр «Художественный») | Россия, Москва, Арбатская площадь, 14                                                                 | 771310005430005                                                 | Перестройка здания, возведённого в 1909 г. по проекту арх. Н. Н. Благовещенского. Сохранился частично                                                                                         | [ 177 ] [ 86 ] [ 178 ] [ 88 ]                          |
|             | 1912—1914        | Особняк К. К. Рейнеке | Россия, Саратовская область, Саратов, Соборная улица, 22                                              | 641420058180006                                                 | Вероятно, при участии других архитекторов. Надстроен в 1970-х гг., утрачены элементы отделки и декора                                                                                         | [ 178 ] [ 184 ] [ 185 ]                                |
|             | 1913 (1914 ?)    | Проект «Научного электротеатра» с залами кабаре Н. Ф. Балиева «Летучая мышь» | Россия, Москва, Камергерский переулок                                                                 |                                                                 | | [ 78 ] [ 178 ] [ 16 ] [ 89 ]                           |
|             | 1913—1914        | Городская усадьба И. И. Миндовской (главный дом, служебный флигель, каменная ограда) | Россия, Москва, Вспольный переулок, 9, стр. 1, 2                                                      | 771420475940005                                                 | | [ 186 ] [ 73 ] [ 154 ] [ 187 ]                         |
|             | 1913—1914        | Губернский земский музей в память 300-летия дома Романовых | Россия, Нижегородская область, Нижний Новгород, Верхне-Волжская набережная                            |                                                                 | | [ 143 ] [ 160 ] [ 178 ] [ 63 ]                         |
|             | 1914             | Часовня по заказу С. М. Рукавишникова | Россия, Нижегородская область, Нижний Новгород                                                        |                                                                 | | [ 160 ] [ 178 ] [ 170 ]                                |
|             | 1914             | План Всероссийской художественно-промышленной выставки | Россия, Москва, Ходынское поле                                                                        |                                                                 | | [ 188 ]                                                |
|             | 1914             | Доходный дом И. Г. Хаджиконста | Россия, Москва, Большой Черкасский переулок, 4                                                        |                                                                 | | [ 160 ] [ 178 ] [ 16 ] [ 188 ]                         |
|             | 1914             | Декорация Благородного собрания для благотворительного базара «На помощь жертвам войны» | Россия, Москва, Большая Дмитровка, 1                                                                  |                                                                 | | [ 188 ]                                                |
|             | 1914—1915        | Дом для контор, магазинов и выставок (Музей МХАТ) | Россия, Москва, Камергерский переулок, 3а                                                             | 771510317760005                                                 | | [ 189 ] [ 86 ] [ 178 ] [ 190 ] [ 191 ]                 |
|             | 1914—1916        | Церковь Святителя Николая Чудотворца «675 Тульской дружины у Соломенной сторожки в Петровско-Разумовском» (Покровская церковь)                                                                         | Россия, Москва, Ивановская улица, 3                                                                   |                                                                 | Разрушена в 1960-е гг., восстановлена на новом месте по чертежам Шехтеля арх. А. В. Бормотовым и В. И. Якубени в 1990-х гг.                                                                   | [ 192 ] [ 193 ] [ 68 ] [ 188 ]                         |
|             | 1916             | Доходный дом Церкви Ермолая Священномученика, что на Козьем болоте | Россия, Москва, угол Ермолаевского и Большого Козихинского переулков                                  |                                                                 | | [ 160 ] [ 193 ] [ 16 ] [ 188 ]                         |
|             | 1916             | Собственная дача Ф. О. Шехтеля «Сара» | Крым, Алупка                                                                                          |                                                                 | | [ 194 ] [ 160 ] [ 193 ] [ 170 ] [ 188 ]                |
|             | 1916             | Инвалидный дом Московской городской управы | Россия, Москва, Донская улица                                                                         |                                                                 | | [ 183 ] [ 193 ] [ 188 ] [ 195 ]                        |
|             | 1916             | Эскизный план Всероссийской промышленной выставки | Россия, Москва, Ходынское поле                                                                        |                                                                 | Совместно с инж. С. С. Шестаковым | [ 196 ]                                                |
|             | 1916             | Горный санаторий | Крым, Судак                                                                                           |                                                                 | | [ 176 ] [ 160 ] [ 193 ] [ 170 ]                        |
|             | 1916—1917        | Церковь в память «Великой битвы» | Крым, Судак                                                                                           |                                                                 | | [ 176 ] [ 193 ]                                        |
|             | 1916—1917        | Парк в городе-саде | Крым, Форос                                                                                           |                                                                 | | [ 193 ]                                                |
|             | 1916—1918        | Ремонтные работы в здании МХТ (перестройка касс и магазина, устройство оркестровой ямы) | Россия, Москва, Камергерский переулок, 3                                                              |                                                                 | | [ 197 ]                                                |
|             | 1917             | Санаторий для выздоравливающих с Сандеровским институтом | Крым                                                                                                  |                                                                 | | [ 176 ] [ 160 ] [ 193 ] [ 170 ] [ 188 ]                |
|             | 1917             | Санаторий с медицинским институтом | Россия, Московская область, Каширский район, Кашира-Пассажирская                                      |                                                                 | | [ 160 ] [ 193 ] [ 16 ] [ 188 ]                         |
|             | 1917             | Санаторий | Россия, Московская область, Одинцовский район, Барвиха                                                |                                                                 | | [ 160 ] [ 193 ] [ 16 ] [ 188 ]                         |
|             | 1918—1920        | «Иртур» — проект обводнения Голодной степи (плотины, административные, общественные, жилые сооружения)                                                                                                 | Узбекистан, Голодная степь                                                                            |                                                                 | | [ 176 ] [ 160 ] [ 126 ] [ 170 ] [ 198 ]                |
|             | 1920             | Болшевский оптический завод (производственные корпуса, литейная, дома для рабочих) | Россия, Московская область, Королёв, Болшево                                                          |                                                                 | | [ 176 ] [ 160 ] [ 126 ] [ 16 ] [ 199 ]                 |
|             | 1921             | Проект отопления здания Научно-технического отдела ВСНХ | Россия, Москва, Мясницкая улица, 1                                                                    |                                                                 | | [ 200 ]                                                |
|             | 1922             | Работы по укреплению фундаментов и стен Большого театра | Россия, Москва, Театральная площадь, 1                                                                |                                                                 | | [ 188 ]                                                |
|             | 1922             | Здание опытной станции Химического института им. Л. Я. Карпова | Россия, Москва, Воронцово Поле, 10                                                                    |                                                                 | | [ 201 ]                                                |
|             | 1923             | Памятник 26-ти бакинским комиссарам | Азербайджан, Баку                                                                                     |                                                                 | Подготовлено два варианта | [ 160 ] [ 126 ] [ 202 ] [ 203 ] [ 204 ]                |
|             | 1923             | Павильон Туркестана на Первой Всероссийской сельскохозяйственной и кустарно-промышленной выставке | Россия, Москва, Нескучный сад                                                                         |                                                                 | | [ 126 ] [ 9 ] [ 203 ]                                  |
|             | 1923             | Крематорий | Россия, Санкт-Петербург                                                                               |                                                                 | | [ 160 ] [ 126 ] [ 170 ]                                |
|             | 1923             | Фасад здания МХАТа | Россия, Москва, Камергерский переулок, 3                                                              |                                                                 | | [ 205 ]                                                |
|             | 1923             | Архитектурная часть памятника А. Н. Островскому | Россия, Москва, Театральная площадь, 6, у Малого театра                                               | 771410982290006                                                 | Скульптор Н. А. Андреев. Архитектурно-строительные работы выполнены в 1926—1929 гг. арх. И. П. Машковым                                                                                       | [ 206 ]                                                |
|             | 1924             | Мавзолей В. И. Ленина с трибуной и аудиторией | Россия, Москва, Красная площадь                                                                       | 771510312040006                                                 | | [ 126 ] [ 203 ] [ 207 ]                                |
|             | 1924             | «Днепрострой» — архитектурное решение здания ГЭС, город эксплуатационников «Электрополь» о. Хортица, планировка грузового порта, плотина, мост через Днепр и другие сооружения                         | Украина, у г. Запорожья                                                                               |                                                                 | | [ 160 ] [ 126 ] [ 170 ] [ 208 ]                        |
|             | 1924             | Крематорий | Россия                                                                                                |                                                                 | Разработано несколько вариантов проекта | [ 203 ]                                                |
|             | 1925             | Надстройка здания Промбанка (бывшего банка Рябушинских) | Россия, Москва, Старопанский переулок, 2/1 — Биржевая площадь, 1/2                                    |                                                                 | | [ 208 ]                                                |

## Спорные и приписываемые Шехтелю постройки
Данный список отражает архитектурные работы:
- по поводу атрибуции которых авторитетные источники расходятся (спорные постройки);
- сведения о которых в авторитетных источниках отсутствуют, а участие Шехтеля отражается в СМИ (приписываемые постройки).

| Изображение | Датировка   | Наименование проекта, постройки                             | Местонахождение                                                                      | Источники, приписывающие постройку Ф. О. Шехтелю | Источники, отрицающие участие Ф. О. Шехтеля | Примечание |
| ----------- | ----------- | ----------------------------------------------------------- | ------------------------------------------------------------------------------------ | ------------------------------------------------ | ------------------------------------------- | --- |
|             | 1895? 1910? | Особняк П. М. Мальцева (фасады, интерьеры, въездные ворота) | Россия, Саратовская область, Балаковский район, Балаково, Коммунистическая улица, 75 | [ 209 ]                                          | [ 210 ]                                     | М. В. Нащокина атрибутирует постройку 1895 годом и отрицает участие в ней Шехтеля |
|             | 1907—1909   | Памятник Н. В. Гоголю (пьедестал и окружающее оформление)   | Россия, Москва, Никитский бульвар, 7 (во дворе)                                      | [ 211 ] [ 212 ] [ 213 ]                          | [ 125 ] [ 214 ]                             | Памятник выполнен скульптором Н. А. Андреевым. Установлено, что Шехтель участвовал в комиссии по сооружению памятника в качестве эксперта и, возможно, выполнил проект пьедестала и окружающего оформления. |
|             | 1912—1914   | Станция городской конки «Петровский парк»                   | Россия, Москва, угол Ленинградского проспекта и Театральной аллеи                    | [ 215 ]                                          |                                             | По сообщениям прессы, в архиве Музея архитектуры им. Щусева находится фотография станции с автографом Ф. О. Шехтеля, подтверждающим его авторство. Постройка не сохранилась (видимо, сгорела в 1914 г.)     |
|             | 1914        | Особняк купца С. А. Стерлядкина (эскиз)                     | Россия, Сызрань, Советская, 66                                                       | [ 216 ] [ 217 ]                                  |                                             | |

### Комментарии
1. ↑  Предположительно (см. Федина М., Кириченко Е., Сайгина Л. и др. Архитектурная сказка Фёдора Шехтеля: к 150-летию со дня рождения Мастера. — М.: Русский импульс, 2010. — С. 110. — 264 с. — ISBN 978-5-902252-46-2.)
2. ↑  В 1903 г. разобрана и перевезена в Покровское-Рубцово
3. ↑  По данным Е. И. Кириченко, проект не был осуществлён (см. Федина М., Кириченко Е., Сайгина Л. и др., указ. соч., С. 111)
4. ↑  По данным Е. И. Кириченко, проект был выполнен в 1899 г. (см. Федина М., Кириченко Е., Сайгина Л. и др., указ соч., С. 111)
5. ↑  Предположительно (см. Федина М., Кириченко Е., Сайгина Л. и др., указ. соч., С. 111)
6. ↑  По данным М. В. Нащокиной — Московская губерния (см.: Нащокина, М. B. Архитекторы московского модерна. Творческие портреты — Издание 3-е. — М.: Жираф, 2005. — С. 469. — 2 500 экз. — ISBN 5-89832-043-1)
7. ↑  По другим данным, предположительно 1909 г. (см. Федина М., Кириченко Е., Сайгина Л. и др., указ. соч.)
8. ↑  Возможно, местонахождение постройки М. В. Нащокиной указано неверно (см. Белохвостикова Е., Сысоев О. Село Ершово приглашает туристов. Пензенская государственная телевизионная и радиовещательная компания (7 апреля 2008). Дата обращения: 11 октября 2011.)
9. ↑  По данным Е. И. Кириченко — С. Я. Левенсона (см. Федина М., Кириченко Е., Сайгина Л. и др., С. 110)
10. ↑  По данным М. В. Нащокиной, частично сохранился (см. Нащокина М. В., указ. соч., С. 470)
11. ↑  По данным М. В. Нащокиной — 1910-е гг. (см. Нащокина М. В., указ. соч., С. 477)
12. ↑  По данным М. В. Нащокиной, не осуществлена (см. Нащокина М. В., указ. соч., С. 472)
13. ↑  см. Нащокина М. В. Архитекторы московского модерна. Творческие портреты. — 3-е изд. — М.: Жираф, 2005. — С. 74, 76. — 2500 экз. — ISBN 5-89832-043-1.)